# Campeonato Portugués de Rugby
El Campeonato Portugués de Rugby - División de Honor (en portugués: Campeonato Português de Rugby - Divisão de Honra) es el nivel más alto de todas las competiciones de rugby a nivel nacional en la República de Portugal. El nombre oficial actual procede de la temporada 2005/06, hasta entonces se le conocía como Campeonato Nacional División de Honor (Campeonato Nacional Divisão de Honra).

## Historia
La creación de la Federación Portuguesa de Rugby (FPR), el 23 de septiembre de 1957, y la inauguración de los Órganos de la Federación que se rige por su socio fundador, la Asociación de Rugby de Lisboa (ARL), terminando de esta manera su actividad en julio de 1958 , dio lugar a la primera edición de la liga de rugby portugués, llamado en aquel momento Campeonato de Portugal que tuvo lugar en la temporada 1958/59; el ganador fue el CF Os Belenenses. En ese momento, nueve equipos catalogados de alto nivel se enfrentaron por el título, cuatro eran universitarios, ocho eran de la región de Lisboa y el último era el AA Coimbra, un equipo universitario de la ciudad homónima. Así mismo, fue en esta temporada en la que se llevó a cabo la primera edición de la Copa de Portugal (Taça de Portugal).
En las décadas de 1960 y 1970, hubo un gran crecimiento en la práctica del rugby a XV en Portugal; los clubes universitarios eran muy numerosos, y el comienzo de la práctica de rugby especialmente en la región norte, y en menor media en la región sur fueron cruciales. Después de 1974 (tras la revolución de los claveles), junto a los otros deportes, el rugby aumentó en gran medida su práctica debido al establecimiento de niveles de edad más bajos, lo que abrió este deporte a la juventud portuguesa.
En 1965, se realizó la primera edición de la Copa Ibérica que se ideó para enfrentar a los campeones y subcampeones de España y Portugal para decidir el campeón ibérico.
Sin embargo, esta expansión coincidió con un período entre 1974 y 1979 en la que la selección absoluta no competirá a nivel internacional, lo que retrasó el nivel competitivo en el país. La apuesta en las selecciones juveniles, y el contacto con los equipos extranjeros similares, formó una amplia gama de jugadores competentes, que en las décadas de 1980 y 1990 contribuyeron a la mejora de la calidad del rugby portugués.
Desde 1990 el rugby entró en una fase evolutiva poco favorable; los impulsos al deporte en los años 70 por el estado y, a continuación, en los años 80, por las asociaciones nacionales de rugby, ya no fueron tan abundantes. El pequeño número de practicantes (apenas unas 2 000 fichas en 1995, de las cuales solo un tercio eran de alto nivel) provocaron un desarrollo muy retrasado. Después de la participación de Portugal en el Campeonato Mundial de 2007 se ha visto un nuevo impulso con respecto a la práctica del rugby en Portugal, con la creación de nuevos clubes y el aumento del número de practicantes.

## Resultados por temporada
| Temporada | Campeón        |
| --------- | -------------- |
| 1958/59   | CF Belenenses  |
| 1959/60   | SL Benfica     |
| 1960/61   | SL Benfica     |
| 1961/62   | SL Benfica     |
| 1962/63   | CF Belenenses  |
| 1963/64   | CDUL Rugby     |
| 1964/65   | CDUL Rugby     |
| 1965/66   | CDUL Rugby     |
| 1966/67   | CDUL Rugby     |
| 1967/68   | CDUL Rugby     |
| 1968/69   | CDUL Rugby     |
| 1969/70   | SL Benfica     |
| 1970/71   | CDUL Rugby     |
| 1971/72   | CDUL Rugby     |
| 1972/73   | CF Belenenses  |
| 1973/74   | CDUL Rugby     |
| 1974/75   | CF Belenenses* |
| 1975/76   | SL Benfica     |
| 1976/77   | AA Coimbra     |
| 1977/78   | CDUL Rugby     |
| 1978/79   | AA Coimbra     |

| Temporada | Campeón                   |
| --------- | ------------------------- |
| 1979/80   | CDUL Rugby                |
| 1980/81   | Clube de Rugby do Técnico |
| 1981/82   | CDUL Rugby                |
| 1982/83   | CDUL Rugby                |
| 1983/84   | CDUL Rugby                |
| 1984/85   | CDUL Rugby                |
| 1985/86   | SL Benfica                |
| 1986/87   | GDS Cascais               |
| 1987/88   | SL Benfica                |
| 1988/89   | CDUL Rugby                |
| 1989/90   | CDUL Rugby                |
| 1990/91   | SL Benfica                |
| 1991/92   | GDS Cascais               |
| 1992/93   | GDS Cascais               |
| 1993/94   | GDS Cascais               |
| 1994/95   | GDS Cascais               |
| 1995/96   | GDS Cascais               |
| 1996/97   | AA Coimbra                |
| 1997/98   | Clube de Rugby do Técnico |
| 1998/99   | GD Direito                |
| 1999/00   | GD Direito                |

| Temporada | Campeón       | Final    | Finalista     |  | 3.er Lugar               | Final                    | 4.º Lugar                |
| --------- | ------------- | -------- | ------------- |  | ------------------------ | ------------------------ | ------------------------ |
| 2000/01   | SL Benfica    | 15-09    | GD Direito    |  | Agronomía                | 27-12                    | CF Belenenses            |
| 2001/02   | Direito       | 16-06    | CDUP          |  | SL Benfica               | 39-18                    | AA Coimbra               |
| 2002/03   | CF Belenenses | 18-06    | Direito       |  | CDUP                     | 12-08                    | Agronomía                |
| 2003/04   | AA Coimbra    | 30-26    | Agronomía     |  | Direito                  | 42-10                    | CF Belenenses            |
| 2004/05   | Direito       | 13-09    | Agronomía     |  | CF Belenenses            | 34-22                    | SL Benfica               |
| 2005/06   | Direito       | 22-06    | CF Belenenses |  | Agronomía                | 25-15                    | SL Benfica               |
| 2006/07   | Agronomía     | 15-08    | Direito       |  | CDUL                     | 19-10                    | CDUP                     |
| 2007/08   | CF Belenenses | 22-21    | Agronomía     |  | CDUL                     | 34-17                    | SL Benfica               |
| 2008/09   | Direito       | 32-25    | Agronomía     |  | CDUL                     | 41-41                    | CF Belenenses            |
| 2009/10   | Direito       | 22-12    | Agronomía     |  | CDUL                     | 28-19                    | CF Belenenses            |
| 2010/11   | Direito       | 09-03    | CF Belenenses |  | Agronomía                | 23-17                    | CDUL                     |
| 2011/12   | CDUL          | 23-15    | Agronomía     |  | Direito                  | 25-11                    | AA Coimbra               |
| 2012/13   | Direito       | 17-09    | CDUL          |  | CF Belenenses            | 22-09                    | Agronomía                |
| 2013/14   | CDUL          | 19-15    | Direito       |  | CR Técnico (AEIST)       | 21-16                    | CF Belenenses            |
| 2014/15   | Direito       | 26-19    | CDUL          |  | CR Técnico e Agronomía   | CR Técnico e Agronomía   | CR Técnico e Agronomía   |
| 2015/16   | Direito       | 11-6     | CDUL          |  | CR Técnico e GDS Cascais | CR Técnico e GDS Cascais | CR Técnico e GDS Cascais |
| 2016/17   | En curso      | En curso | En curso      |  | En disputa               | En disputa               | En disputa               |

## Campeonatos por club
| Clube                             | Títulos | Ediciones |
| --------------------------------- | ------- | --- |
| CDUL                              | 19      | 1964, 1965, 1966, 1967, 1968, 1969, 1971, 1972, 1974, 1978, 1980, 1982, 1983, 1984, 1985, 1989, 1990, 2012, 2014 |
| Direito                           | 11      | 1999, 2000, 2002, 2005, 2006, 2009, 2010, 2011, 2013, 2015, 2016                                                 |
| SL Benfica                        | 9       | 1960, 1961, 1962, 1970, 1976, 1986, 1988, 1991, 2001                                                             |
| CF Belenenses                     | 6       | 1959, 1963, 1973, 1975, 2003, 2008                                                                               |
| GDS Cascais                       | 6       | 1987, 1992, 1993, 1994, 1995, 1996                                                                               |
| Associação Académica de Coimbra   | 4       | 1977, 1979, 1997, 2004                                                                                           |
| Clube de Rugby do Técnico (AEIST) | 2       | 1981, 1998 |
| Agronomía                         | 1       | 2007 |

## Clubes temporada actual
| Equipo                              | Ciudad            |
| ----------------------------------- | ----------------- |
| Associação Académica de Coimbra     | Coímbra           |
| Agronomía Rugby                     | Lisboa            |
| Clube de Rugby de Arcos de Valdevez | Arcos de Valdevez |
| GDS Cascais                         | Cascais           |
| CDUL Rugby                          | Lisboa            |
| CDUP Rugby                          | Oporto            |
| Clube de Futebol Os Belenenses      | Lisboa            |
| Clube de Rugby do Técnico (AEIST)   | Lisboa            |
| GD Direito                          | Lisboa            |
| Rugby Club da Lousã                 | Lousã             |